# Episodi di Médico de familia (settima stagione)
La settima stagione di Médico de familia è stata trasmessa in prima visione TV dal 15 settembre al 15 dicembre 1998.
| nº | Titolo                             | Prima TV Spagna   |
| -- | ---------------------------------- | ----------------- |
| 1  | Esta casa es un desastre           | 15 settembre 1998 |
| 2  | Made in USA                        | 22 settembre 1998 |
| 3  | ¿Dónde están las llaves?           | 29 settembre 1998 |
| 4  | El llanto que no cesa              | 6 ottobre 1998    |
| 5  | Unos que vienen y otros que se van | 13 ottobre 1998   |
| 6  | La profesora de inglés             | 20 ottobre 1998   |
| 7  | Sayonara                           | 27 ottobre 1998   |
| 8  | Expediente Juani                   | 3 novembre 1998   |
| 9  | Pistas falsas                      | 10 novembre 1998  |
| 10 | Veo, veo                           | 17 novembre 1998  |
| 11 | Esta noche cenamos lechón          | 24 novembre 1998  |
| 12 | Buenas intenciones                 | 1º dicembre 1998  |
| 13 | Cables cruzados                    | 8 dicembre 1998   |
| 14 | A propósito de Poli                | 15 dicembre 1998  |